# Trémolat
Trémolat est une commune française située dans le département de la Dordogne, en région Nouvelle-Aquitaine.

## Géographie

### Généralités
Dans le sud du département de la Dordogne, en limite du Bergeracois et du Périgord noir, la commune rurale de Trémolat est entièrement située en rive droite de la Dordogne qui limite la commune sur environ six kilomètres. Le large méandre constitué par la Dordogne à cet endroit porte le nom de « cingle de Trémolat ». Le barrage de Mauzac implanté en aval, entre Calès et Mauzac-et-Grand-Castang, y forme une retenue d'eau calme, propice aux sports nautiques.
Le bourg de Trémolat se situe, en distances orthodromiques, sept kilomètres au nord-ouest du Buisson-de-Cadouin, huit kilomètres au nord-est de la bastide de Lalinde et huit kilomètres et demi au sud-ouest du Bugue. Il est établi à l'intersection des routes départementales (RD) 30 et 31.
La commune est également desservie par la ligne ferroviaire de Libourne au Buisson en gare de Trémolat.
Le chemin de grande randonnée GR 6 traverse le territoire communal au nord sur six kilomètres, passant dans le bourg de Trémolat.

### Communes limitrophes
Trémolat est limitrophe de six autres communes.
| Mauzac-et-Grand-Castang | Pezuls                | Paunat             |
|                         | Trémolat              |                    |
| Calès                   | Le Buisson-de-Cadouin | Alles-sur-Dordogne |

### Géologie et relief

#### Géologie
Situé sur la plaque nord du Bassin aquitain et bordé à son extrémité nord-est par une frange du Massif central, le département de la Dordogne présente une grande diversité géologique. Les terrains sont disposés en profondeur en strates régulières, témoins d'une sédimentation sur cette ancienne plate-forme marine. Le département peut ainsi être découpé sur le plan géologique en quatre gradins différenciés selon leur âge géologique. Trémolat est située dans le troisième gradin à partir du nord-est, un plateau formé de calcaires hétérogènes du Crétacé.
Les couches affleurantes sur le territoire communal sont constituées de formations superficielles du Quaternaire datant du Cénozoïque et de roches sédimentaires du Mésozoïque. La formation la plus ancienne, notée c5c, date du Campanien 3, une alternance de marnes à glauconie et de calcaires crayo-marneux jaunâtres. La formation la plus récente, notée CFp, fait partie des formations superficielles de type colluvions indifférenciées de versant, de vallon et plateaux issues d'alluvions, molasses, altérites. Le descriptif de ces couches est détaillé dans  la feuille « no 807 - Le Bugue » de la carte géologique au 1/50 000 de la France métropolitaine, et sa notice associée.

Carte géologique de Trémolat.

#### Relief et paysages
Le département de la Dordogne se présente comme un vaste plateau incliné du nord-est (491 m, à la forêt de Vieillecour dans le Nontronnais, à Saint-Pierre-de-Frugie) au sud-ouest (2 m à Lamothe-Montravel). L'altitude du territoire communal varie quant à elle entre 41 mètres au nord-ouest, là où la Dordogne quitte la commune pour servir de limite entre celles de Calès et Mauzac-et-Grand-Castang, et 186 mètres également localisée au nord-ouest, en limite de la commune de Pezuls, au nord du lieu-dit le Monteil.
Dans le cadre de la Convention européenne du paysage entrée en vigueur en France le 1er juillet 2006, renforcée par la loi du 8 août 2016 pour la reconquête de la biodiversité, de la nature et des paysages, un atlas des paysages de la Dordogne a été élaboré sous maîtrise d’ouvrage de l’État et publié en octobre 2020. Les paysages du département s'organisent en huit unités paysagères,. La commune fait partie du Périgord noir, un paysage vallonné et forestier, qui ne s’ouvre que ponctuellement autour de vallées-couloirs et d’une multitude de clairières de toutes tailles. Il s'étend du nord de la Vézère au sud de la Dordogne (en amont de Lalinde) et est riche d’un patrimoine exceptionnel.
La superficie cadastrale de la commune publiée par l'Insee, qui sert de référence dans toutes les statistiques, est de 14,03 km2,,. La superficie géographique, issue de la BD Topo, composante du Référentiel à grande échelle produit par l'IGN, est quant à elle de 14,04 km2.

### Hydrographie

#### Réseau hydrographique
La commune est située dans le bassin de la Dordogne au sein du Bassin Adour-Garonne. Elle est drainée par la Dordogne, la Rèze et, qui constituent un réseau hydrographique de 15 km de longueur totale,.
La Dordogne, d'une longueur totale de 483,1 km, prend naissance sur les flancs du puy de Sancy (1 885 m), dans la chaîne des monts Dore, traverse six départements dont la Dordogne dans sa partie sud, et conflue avec la Garonne à Bayon-sur-Gironde, pour former l'estuaire de la Gironde,. Elle borde la commune sur dix kilomètres, de l'est au nord-ouest en passant par le sud, face à Alles-sur-Dordogne, Le Buisson-de-Cadouin et Calès.
Affluent de rive droite d'un bras de la Dordogne, la Rèze arrose le territoire communal sur près de quatre kilomètres et demi, dont environ la moitié sert de limite naturelle face à Paunat.

Réseaux hydrographique et routier de Trémolat.
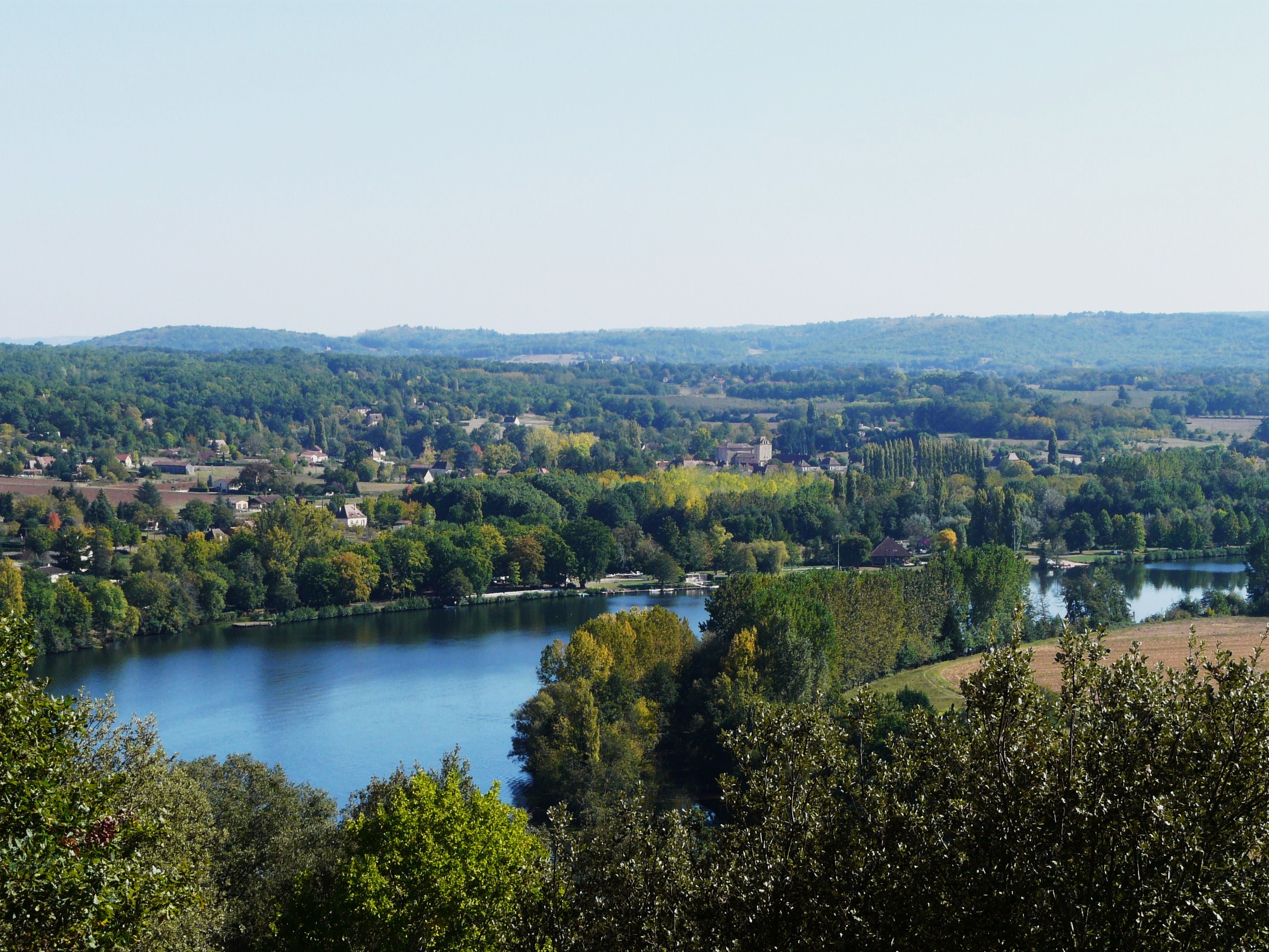
Le village de Trémolat au bord de la Dordogne.
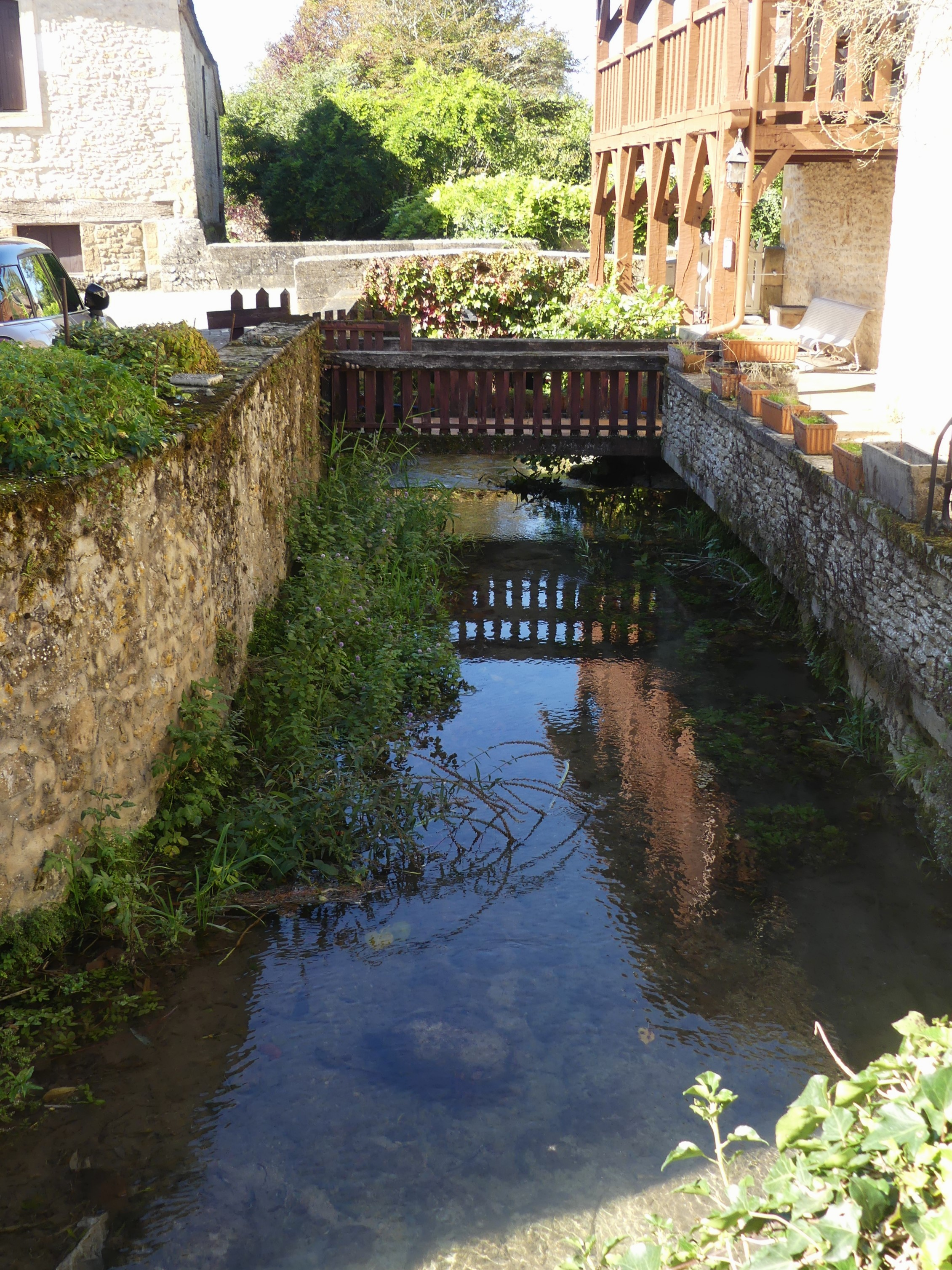
La Rèze dans le bourg de Trémolat.

#### Gestion et qualité des eaux
Le territoire communal est couvert par le schéma d'aménagement et de gestion des eaux (SAGE) « Dordogne Atlantique ». Ce document de planification, dont le territoire correspond au sous‐bassin le plus aval du bassin versant de la Dordogne (aval de la confluence Dordogne - Vézère)., d'une superficie de 2 700 km2 est en cours d'élaboration. La structure porteuse de l'élaboration et de la mise en œuvre est l'établissement public territorial de bassin de la Dordogne (EPIDOR). Il définit sur son territoire les objectifs généraux d’utilisation, de mise en valeur et de protection quantitative et qualitative des ressources en eau superficielle et souterraine, en respect des objectifs de qualité définis dans le troisième SDAGE  du Bassin Adour-Garonne qui couvre la période 2022-2027, approuvé le 10 mars 2022.
La qualité des eaux de baignade et des cours d’eau peut être consultée sur un site dédié géré par les agences de l’eau et l’Agence française pour la biodiversité.

### Climat
Pour des articles plus généraux, voir Climat de la Nouvelle-Aquitaine et Climat de la Dordogne.
Historiquement, la commune est exposée à un climat océanique aquitain.  
En 2020, Météo-France publie une typologie des climats de la France métropolitaine dans laquelle la commune est exposée à un climat océanique altéré et est dans la région climatique  Aquitaine, Gascogne, caractérisée par une pluviométrie abondante au printemps, modérée en automne, un faible ensoleillement au printemps, un été chaud (19,5 °C), des vents faibles, des brouillards fréquents en automne et en hiver et des orages fréquents en été (15 à 20 jours).
Pour la période 1971-2000, la température annuelle moyenne est de 12,6 °C, avec  une amplitude thermique annuelle de 15,1 °C. Le cumul annuel moyen de précipitations est de 854 mm, avec 11,7 jours de précipitations en janvier et 6,6 jours en juillet. Pour la période 1991-2020, la température moyenne annuelle observée sur la station météorologique la plus proche, située sur la commune de Pays de Belvès à 18 km à vol d'oiseau, est de 13,0 °C et le cumul annuel moyen de précipitations est de 888,2 mm,. Pour l'avenir, les paramètres climatiques de la commune estimés pour 2050 selon différents scénarios d’émission de gaz à effet de serre sont consultables sur un site dédié publié par Météo-France en novembre 2022.

### Milieux naturels et biodiversité

#### Espaces protégés
La protection réglementaire est le mode d’intervention le plus fort pour préserver des espaces naturels remarquables et leur biodiversité associée.
D'après l'Inventaire national du patrimoine naturel (INPN), neuf aires protégées concernent le territoire communal.

#### Réserve de biosphère
La commune fait partie du bassin de la Dordogne, un territoire d'une superficie de 24 000 km2 reconnu réserve de biosphère par l'UNESCO en juillet 2012 et fait partie à la fois de sa « zone centrale » (la Dordogne elle-même), sa « zone tampon » (sa plaine alluviale) et sa « zone de transition », c'est-à-dire le reste de son bassin versant.

#### Natura 2000

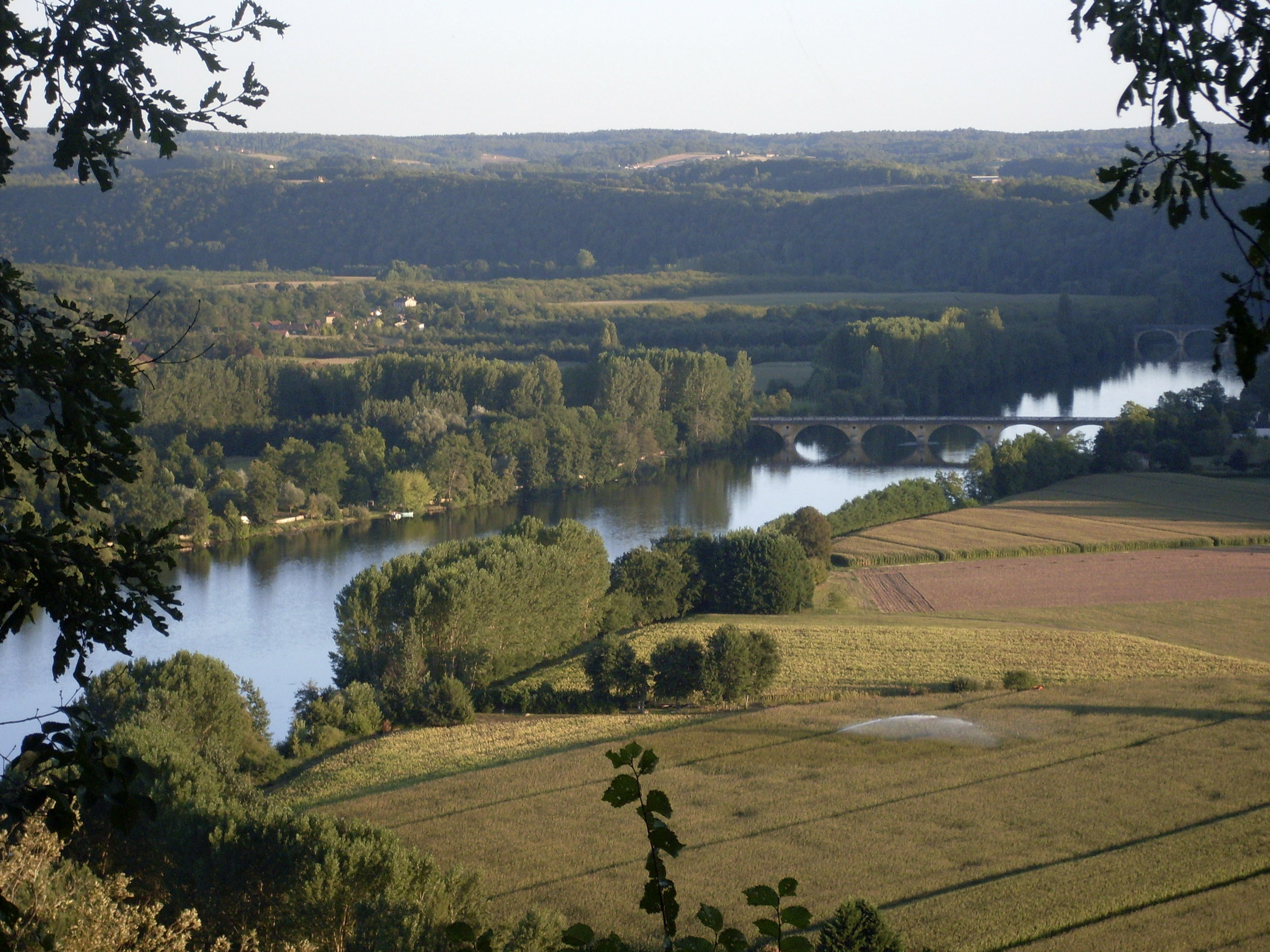
La Dordogne entre Trémolat (au second plan à gauche) et la plaine de Calès (en rive opposée).

Le réseau Natura 2000 est un réseau écologique européen de sites naturels d'intérêt écologique élaboré à partir des directives habitats et oiseaux, constitué de zones spéciales de conservation (ZSC) et de zones de protection spéciale (ZPS).
Deux sites Natura 2000 ont été définis sur la commune.
La Dordogne est un site du réseau Natura 2000 limité aux départements de la Dordogne et de la Gironde, et qui concerne les 103 communes riveraines de la Dordogne, dont Trémolat,. Seize espèces animales et une espèce végétale inscrites à l'annexe II de la directive 92/43/CEE de l'Union européenne y ont été répertoriées.
La zone Coteaux calcaires de la vallée de la Dordogne, qui s'étend au total sur 3 686 hectares et est partagée avec vingt-quatre autres communes, fait également partie du réseau Natura 2000,. Deux espèces de chauves-souris inscrites à l'annexe II de la directive 92/43/CEE de l'Union européenne y ont été répertoriées : le Grand rhinolophe (Rhinolophus ferrumequinum) et le Petit rhinolophe (Rhinolophus hipposideros). Sur la commune, elle s'étend sur près d'un kilomètre carré en deux sites, bordant la Dordogne en rive droite.

#### ZNIEFF
Deux zones naturelles d'intérêt écologique, faunistique et floristique (ZNIEFF) ont été définies sur la commune.
Trémolat fait partie des 102 communes concernées par la ZNIEFF de type 2 « La Dordogne »,, dans laquelle ont été répertoriées huit espèces animales déterminantes et cinquante-sept espèces végétales déterminantes, ainsi que quarante-trois autres espèces animales et trente-neuf autres espèces végétales.
La commune présente une ZNIEFF de type 1 : les « coteaux calcaires de la vallée de la Dordogne », limités à une zone plus restreinte que la zone Natura 2000 homonyme, au nord du cingle de Trémolat (le large méandre qu'effectue la Dordogne) ; elle présente en rive droite une paroi calcaire ensoleillée d'une centaine de mètres de hauteur où peut s'épanouir une flore de type méditerranéen,.

#### Protection du biotope
Comme l'ensemble des communes du département de la Dordogne baignées par la Dordogne, Trémolat est soumis à un arrêté préfectoral de protection de biotope de 1991 destiné à favoriser la migration et le frai de plusieurs espèces de poissons.

#### Sites remarquables
La Dordogne et ses « cingles » (méandres) présentent trois sites naturels protégés, aussi bien terrestres qu'aquatiques, en partie sur le territoire de Trémolat.
Le cingle de Trémolat offre deux zones qui se recouvrent en partie :
- un site inscrit depuis 1965[Carte 6] ;depuis la limite communale avec Mauzac-et-Grand-Castang jusqu'au pont ferroviaire de la ligne de Libourne au Buisson, limité au nord par les lieux-dits Cazal et Rocamadou et à l'est par la Cabane, le bourg de Trémolat et la Placelle[Carte 7] ;
- plus récemment, un site classé en 1985[43],[Carte 8] s'étend depuis la limite communale avec Mauzac-et-Grand-Castang jusqu'au pont de la route départementale 31.

Le cingle de Limeuil quant à lui est un site classé depuis 1985,, depuis les Bretoux et Viaunet, en limite de la commune de Limeuil, jusqu'au Rocq, en passant par les Flaments.

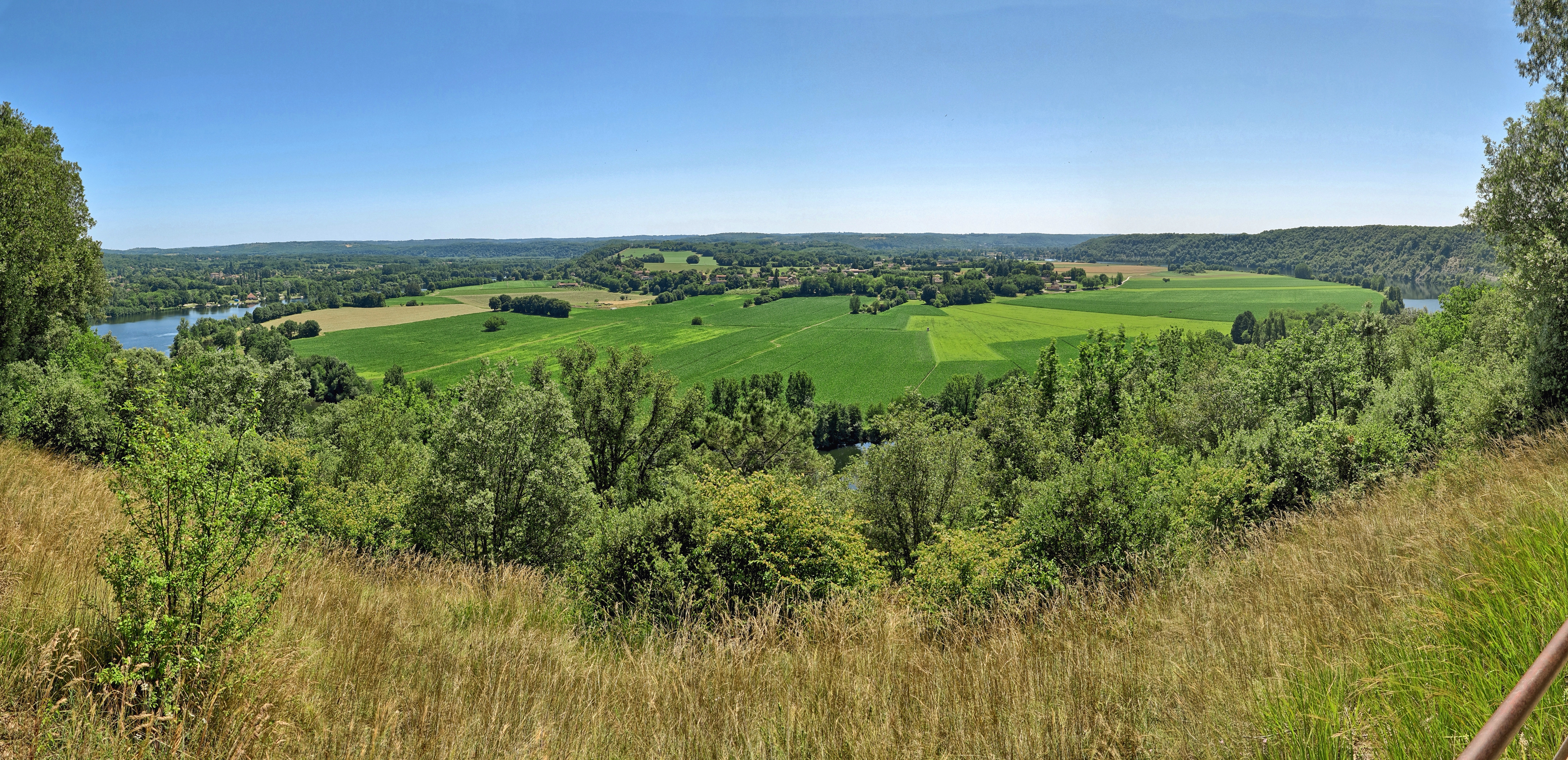
Le cingle de Trémolat vu depuis le belvédère de Rocamadou.

## Urbanisme

### Typologie
Au 1er janvier 2024, Trémolat est catégorisée commune rurale à habitat dispersé, selon la nouvelle grille communale de densité à 7 niveaux définie par l'Insee en 2022.
Elle est située hors unité urbaine et hors attraction des villes,.

### Occupation des sols
L'occupation des sols de la commune, telle qu'elle ressort de la base de données européenne d’occupation biophysique des sols Corine Land Cover (CLC), est marquée par l'importance des territoires agricoles (61,7 % en 2018), une proportion sensiblement équivalente à celle de 1990 (62,2 %). La répartition détaillée en 2018 est la suivante : 
zones agricoles hétérogènes (35,9 %), forêts (29,9 %), terres arables (17,9 %), eaux continentales (6 %), prairies (5,8 %), zones urbanisées (2,4 %), cultures permanentes (2 %). L'évolution de l’occupation des sols de la commune et de ses infrastructures peut être observée sur les différentes représentations cartographiques du territoire : la carte de Cassini (XVIIIe siècle), la carte d'état-major (1820-1866) et les cartes ou photos aériennes de l'IGN pour la période actuelle (1950 à aujourd'hui).

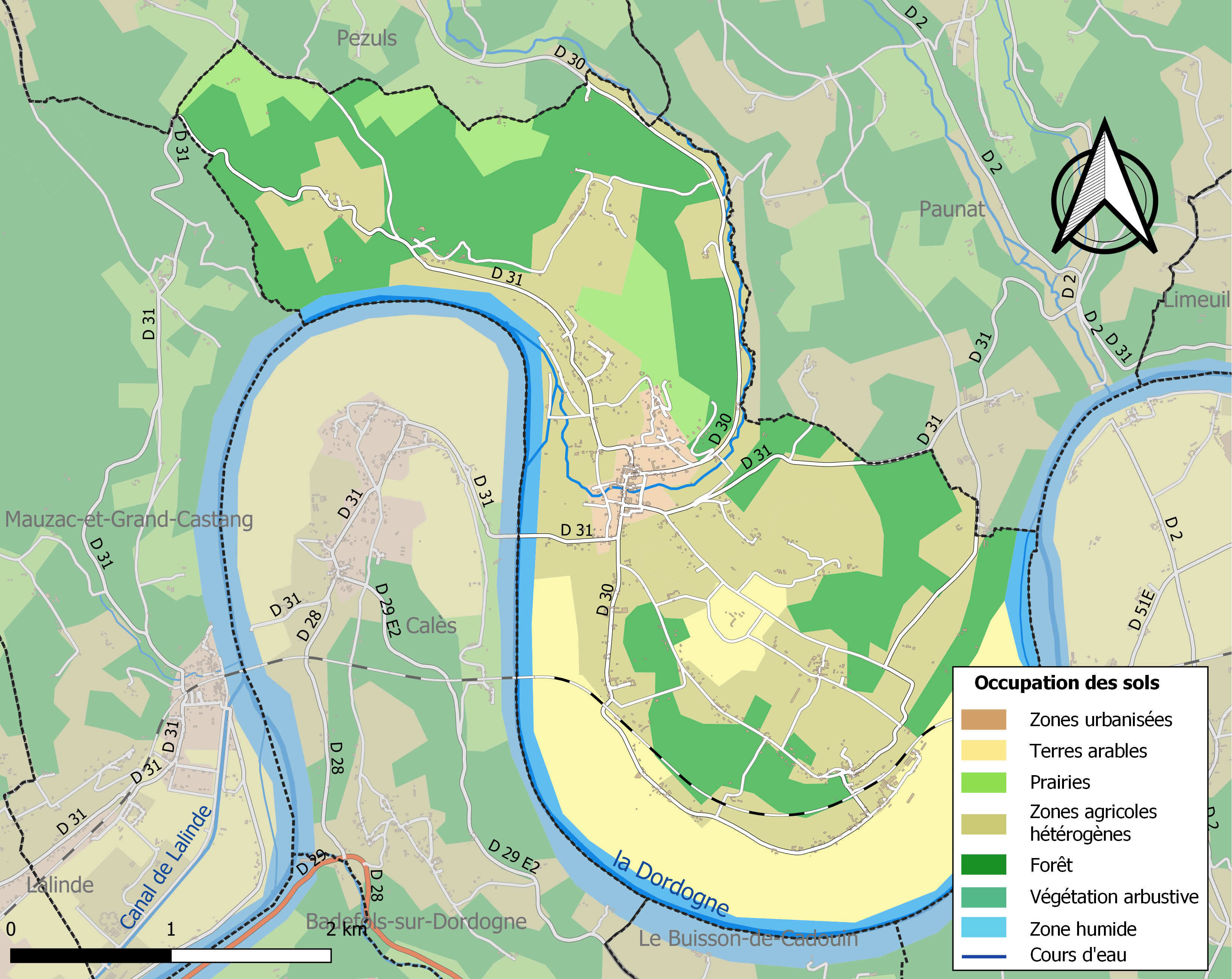
Carte des infrastructures et de l'occupation des sols de la commune en 2018 (CLC).

### Villages, hameaux et lieux-dits
Outre le bourg de Trémolat proprement dit, le territoire communal se compose de villages ou de hameaux, ainsi que de lieux-dits :
- la Borie
- Bosredon
- la Boudonie
- les Bretoux
- la Cabane
- la Cabane[Note 7]
- les Cardoux
- Cazal
- Cingle de Trémolat
- les Cireys
- les Clidoux
- les Couquilloux
- les Courdilles
- la Croix de la Chapelle
- la Filolie
- les Flaments
- la Grange du Bois
- la Grange Neuve
- les Joies
- Lartigue Haut
- Lescodelpont
- Lestevaine
- Lestumine
- Malbrunet
- les Mathes
- le Monteil
- le Moulin d’Amont
- le Moulin d’Aval
- les Nardoux
- les Naudoux
- les Pauties
- les Pautis
- Pessalas
- les Picadis
- la Placelle
- Planche de Grèze
- le Push
- la Queyrie
- la Queyssou
- Rocamadou
- le Rocq
- la Roque
- le Rossignol
- la Roubardie
- le Rouquet
- Saint-Géniès
- Soulalève
- Terme Sainte-Marie
- Terre Basse
- la Tuilière
- les Viaunex.

### Prévention des risques
Le territoire de la commune de Trémolat est vulnérable à différents aléas naturels : météorologiques (tempête, orage, neige, grand froid, canicule ou sécheresse), inondations, feux de forêts, mouvements de terrains et séisme (sismicité très faible). Il est également exposé à un risque technologique, la rupture d'un barrage. Un site publié par le BRGM permet d'évaluer simplement et rapidement les risques d'un bien localisé soit par son adresse soit par le numéro de sa parcelle.

#### Risques naturels
Certaines parties du territoire communal sont susceptibles d’être affectées par le risque d’inondation par débordement de cours d'eau, notamment la Dordogne. La commune a été reconnue en état de catastrophe naturelle au titre des dommages causés par les inondations et coulées de boue survenues en 1982, 1993 et 1999,. Le risque inondation est pris en compte dans l'aménagement du territoire de la commune par le biais du plan de prévention des risques inondation (PPRI) de la « Dordogne Centre », couvrant 20 communes et approuvé le 23 décembre 2008, pour les crues de la Dordogne,. Sur la commune, les zones concernées peuvent atteindre 700 mètres de large et affecter les lieux-dits la Borie, la Cabane, les Couquilloux, la Filolie, le Moulin d'Aval, la Roque, Saint-Géniès, la Tuilière, ainsi qu'une partie du bourg de Trémolat, en remontant le long du cours de la Rèze.
Trémolat est exposée au risque de feu de forêt. L’arrêté préfectoral du 14 mars 2013 fixe les conditions de pratique des incinérations et de brûlage dans un objectif de réduire le risque de départs d’incendie. À ce titre, des périodes sont déterminées : interdiction totale du 15 février au 15 mai et du 15 juin au 15 octobre, utilisation réglementée du 16 mai au 14 juin et du 16 octobre au 14 février. En septembre 2020, un plan inter-départemental de protection des forêts contre les incendies (PidPFCI) a été adopté pour la période 2019-2029,.

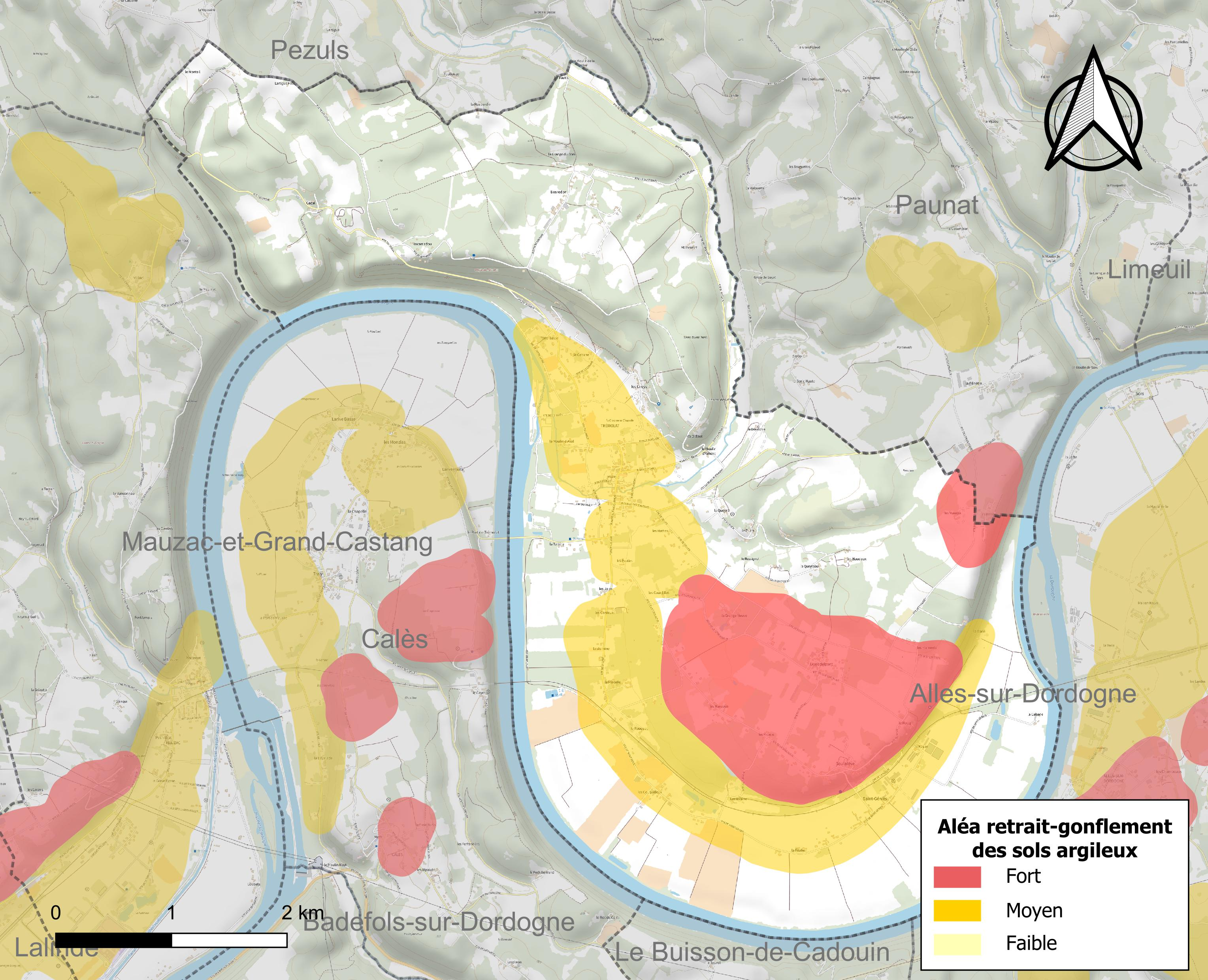
Carte des zones d'aléa retrait-gonflement des sols argileux de Trémolat.

Les mouvements de terrains susceptibles de se produire sur la commune sont des tassements différentiels. Le retrait-gonflement des sols argileux est susceptible d'engendrer des dommages importants aux bâtiments en cas d’alternance de périodes de sécheresse et de pluie. 31,1 % de la superficie communale est en aléa moyen ou fort (58,6 % au niveau départemental et 48,5 % au niveau national métropolitain). Depuis le 1er octobre 2020, en application de la loi ÉLAN, différentes contraintes s'imposent aux vendeurs, maîtres d'ouvrages ou constructeurs de biens situés dans une zone classée en aléa moyen ou fort,.
La commune a été reconnue en état de catastrophe naturelle au titre des dommages causés par la sécheresse en 2011 et par des mouvements de terrain en 1999.

#### Risque technologique
La commune est en outre située en aval du barrage de Bort-les-Orgues, un ouvrage de classe A situé dans le département de la Corrèze et faisant l'objet d'un PPI depuis 2009. À ce titre elle est susceptible d’être touchée par l’onde de submersion consécutive à la rupture de cet ouvrage.

## Toponymie
En occitan, la commune porte le nom de Tremolat.

## Histoire

### Préhistoire et Antiquité
L'abri de Rochebécude fouillé en 1893 par Rabois-Bousquet puis en 1910-1911 par Tarel et Delugin a fourni du matériel archéologique du Solutréen et du Magdalénien.
La caverne de Lestruque découverte en 1929 par Delmas et par Louis Peyrille a elle aussi fourni des artéfacts. D'après Peyrony (1949) puis plus tard Denise de Sonneville-Bordes (1960), elle a fourni des industries du Solutréen et du Magdalénien supérieur. Peyrony mentionne également de l'Azilien. Michel Lenoir fait une étude typologique et statistique du matériel de la grotte ramassé en surface.
Deux autres abris ont également été répertoriés sur la commune, à la Roque et à Roquegrosse, ainsi qu'une villa gallo-romaine à Saint-Hilaire.

### Moyen-Âge
Selon la légende, Trémolat serait la patrie de saint Cybard (Eparchius), né au VIe siècle, ermite qui vivait dans une grotte au-dessus de la Charente. Au-dessus de ce refuge désert naît le monastère de Saint-Cybard d'Angoulême. Au IXe siècle, des moines de ce monastère viennent fonder une dépendance à Trémolat. L'église actuelle de Trémolat, fortifiée, date du XIIe siècle. Elle a remplacé des édifices plus anciens détruits lors des invasions normandes.[réf. nécessaire]

## Politique et administration

### Rattachements administratifs et électoraux
La commune de Trémolat a, dès 1790, été rattachée au canton de Limeuil qui dépendait du district de Belvès jusqu'en 1795, date de suppression des districts. Lorsque ce canton est supprimé par la loi du 8 pluviôse an IX (28 janvier 1801)  portant sur la « réduction du nombre de justices de paix », la commune est rattachée au canton de Saint-Alvère (devenu canton de Sainte-Alvère en 1972), dépendant de l'arrondissement de Bergerac.
Dans le cadre de la réforme de 2014 définie par le décret du 21 février 2014, ce canton disparaît aux élections départementales de mars 2015. La commune est alors rattachée au canton du Périgord central, dont les communes sont réparties entre l'arrondissement de Bergerac (dont Trémolat) et l'arrondissement de Périgueux.
Pour les élections législatives, la commune fait partie de la quatrième circonscription de la Dordogne.

### Intercommunalité
Fin 2001, Trémolat intègre dès sa création la communauté de communes du Terroir de la truffe. Celle-ci est dissoute au 31 décembre 2013 et remplacée au 1er janvier 2014 par la communauté de communes du Pays vernois et du terroir de la truffe.
Au 1er janvier 2017, Trémolat quitte la communauté de communes du Pays vernois et du terroir de la truffe — qui est dissoute le même jour — pour rejoindre la communauté de communes des Bastides Dordogne-Périgord.

### Administration municipale
La population de la commune étant comprise entre 500 et 1 499 habitants au recensement de 2017, quinze conseillers municipaux ont été élus en 2020,.

### Liste des maires
| Période                                  | Période   | Identité           | Étiquette    | Qualité                                                          |
| ---------------------------------------- | --------- | ------------------ | ------------ | ---------------------------------------------------------------- |
| Les données manquantes sont à compléter. |           |                    |              |                                                                  |
|                                          |           |                    |              |                                                                  |
| mars 1977                                | mars 1989 | Michel Labroue     | PRG puis MRG | Avocat Conseiller général du canton de Sainte-Alvère (1964-1988) |
| 1989                                     | 1995      | Jeanette Beiringer | DVG          |                                                                  |
| 1995 (réélu en mai 2020)                 | En cours  | Éric Chassagne     | SE           | Agriculteur                                                      |

## Équipements et services publics

### Enseignement
En 2025, la commune est organisée en regroupement pédagogique intercommunal (RPI) avec celles de Badefols-sur-Dordogne, Calès et Pontours au niveau des classes de primaire.
En 2025, la commune dispose d'une école primaire publique.

### Justice
En 2024, dans le domaine judiciaire, Trémolat relève : 
- du tribunal judiciaire, du tribunal pour enfants, du conseil de prud'hommes et du tribunal de commerce de Bergerac ;
- du pôle Nationalité du tribunal judiciaire de Périgueux (compétent uniquement dans le domaine de la nationalité) ;
- de la cour d'appel, du tribunal administratif et de la  cour administrative d'appel de Bordeaux.

## Population et société

### Démographie
Les habitants de Trémolat se nomment les Trémolacois.
L'évolution du nombre d'habitants est connue à travers les recensements de la population effectués dans la commune depuis 1793. Pour les communes de moins de 10 000 habitants, une enquête de recensement portant sur toute la population est réalisée tous les cinq ans, les populations de référence des années intermédiaires étant quant à elles estimées par interpolation ou extrapolation. Pour la commune, le premier recensement exhaustif entrant dans le cadre du nouveau dispositif a été réalisé en 2005.

En 2022, la commune comptait 629 habitants, en évolution de −2,18 % par rapport à 2016 (Dordogne : +0,37 %, France hors Mayotte : +2,11 %).
| 1793 | 1800 | 1806 | 1821 | 1831 | 1836 | 1841 | 1846 | 1851 |
| ---- | ---- | ---- | ---- | ---- | ---- | ---- | ---- | ---- |
| 967  | 893  | 819  | 839  | 918  | 910  | 914  | 859  | 917  |

| 1856 | 1861 | 1866 | 1872 | 1876  | 1881 | 1886 | 1891 | 1896 |
| ---- | ---- | ---- | ---- | ----- | ---- | ---- | ---- | ---- |
| 905  | 918  | 963  | 923  | 1 055 | 909  | 904  | 876  | 793  |

| 1901 | 1906 | 1911 | 1921 | 1926 | 1931 | 1936 | 1946 | 1954 |
| ---- | ---- | ---- | ---- | ---- | ---- | ---- | ---- | ---- |
| 776  | 754  | 714  | 670  | 648  | 637  | 670  | 604  | 575  |

| 1962 | 1968 | 1975 | 1982 | 1990 | 1999 | 2005 | 2006 | 2010 |
| ---- | ---- | ---- | ---- | ---- | ---- | ---- | ---- | ---- |
| 516  | 566  | 508  | 542  | 625  | 571  | 656  | 666  | 576  |

| 2015 | 2020 | 2022 | - | - | - | - | - | - |
| ---- | ---- | ---- | - | - | - | - | - | - |
| 637  | 630  | 629  | - | - | - | - | - | - |

## Économie

### Emploi
En 2021, parmi la population communale comprise entre 15 et 64 ans, les actifs représentent 225 personnes, soit 35,9 % de la population municipale. Le nombre de chômeurs (30) a diminué par rapport à 2015 (34) et le taux de chômage de cette population active s'établit à 13,2 %.

### Activités hors agriculture

#### Secteurs d'activités
Cinquante établissements sont implantés à Trémolat en 2021. Le tableau ci-dessous en détaille le nombre par secteur d'activité et compare les ratios avec ceux du département,.
| Secteur d'activité                                                                                        | Commune | Commune | Département |
| Secteur d'activité                                                                                        | Nombre  | %       | %           |
| --- | ------- | ------- | ----------- |
| Ensemble                                                                                                  | 50      | 100 %   | (100 %)     |
| Industrie manufacturière, industries extractives et autres                                                | 6       | 12,0 %  | (8,4 %)     |
| Construction                                                                                              | 3       | 6,0 %   | (13,4 %)    |
| Commerce de gros et de détail, transports, hébergement et restauration                                    | 17      | 34,0 %  | (28,2 %)    |
| Information et communication                                                                              | 4       | 8,0 %   | (1,8 %)     |
| Activités financières et d'assurance                                                                      | 1       | 2,0 %   | (3,6 %)     |
| Activités immobilières                                                                                    | 5       | 10,0 %  | (6,7 %)     |
| Activités spécialisées, scientifiques et techniques et activités de services administratifs et de soutien | 6       | 12,0 %  | (15,0 %)    |
| Administration publique, enseignement, santé humaine et action sociale                                    | 4       | 8,0 %   | (12,8 %)    |
| Autres activités de services                                                                              | 4       | 8,0 %   | (10,1 %)    |

Le secteur du commerce de gros et de détail, des transports, de l'hébergement et de la restauration est prépondérant sur la commune puisqu'il représente plus d'un tiers du nombre total d'établissements de la commune (17 entreprises sur les 50 implantées à Trémolat), contre 28,2 %  au niveau départemental.

#### Entreprises et commerces
L'entreprise ayant son siège social sur le territoire communal qui a généré le plus de chiffre d'affaires en 2023 est la SARL Lesco Del Pont, hébergement touristique et autre hébergement de courte durée (62 k€).

### Agriculture
La commune est dans le « Périgord Noir », une petite région agricole dans le département de la Dordogne. En 2020, l'orientation technico-économique de l'agriculture  sur la commune est la polyculture et/ou le polyélevage. 
|               | 1988 | 2000 | 2010 | 2020 |
| ------------- | ---- | ---- | ---- | ---- |
| Exploitations | 24   | 17   | 16   | 10   |
| SAU (ha)      | 520  | 358  | 394  | 311  |

Le nombre d'exploitations agricoles en activité et ayant leur siège dans la commune est passé de 24 lors du recensement agricole de 1988 à 17 en 2000 puis à 16 en 2010 et enfin à 10 en 2020, soit une baisse de 58 % en 32 ans. Le même mouvement est observé à l'échelle du département qui a perdu pendant cette période 60 % de ses exploitations (passant de 15 825 à 6 328),. La surface agricole utilisée sur la commune a également diminué, passant de 520 ha en 1988 à 311 ha en 2020. Parallèlement la surface agricole utilisée moyenne par exploitation a doublé, passant de 15 à 31 ha.

## Culture locale et patrimoine

### Lieux et monuments
Le cingle de Trémolat, est l'une des particularités du village. La route suit la falaise et offre aux visiteurs une vue saisissante sur la vallée et la boucle que forme la Dordogne.
La commune dispose d'un bassin nautique et attire chaque été de nombreux visiteurs venus essentiellement des Pays-Bas, d'Angleterre et d'Allemagne.
Elle possède également deux églises du XIIe siècle : l'église Saint-Hilaire, inscrite au titre des monuments historiques en 2010 et l'église Saint-Nicolas, classée au titre des monuments historiques depuis 1913,.

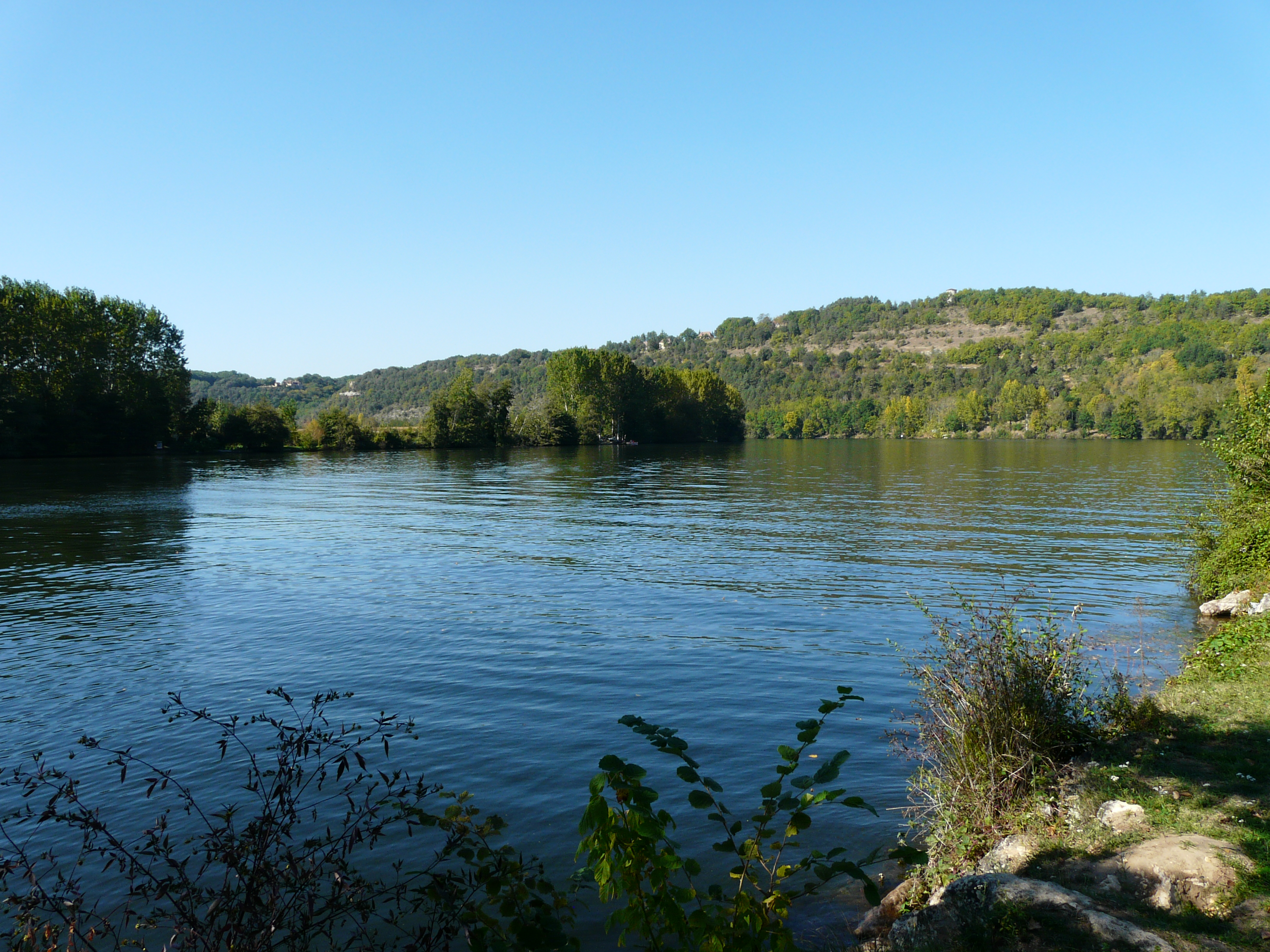
Le plan d'eau à la base nautique.
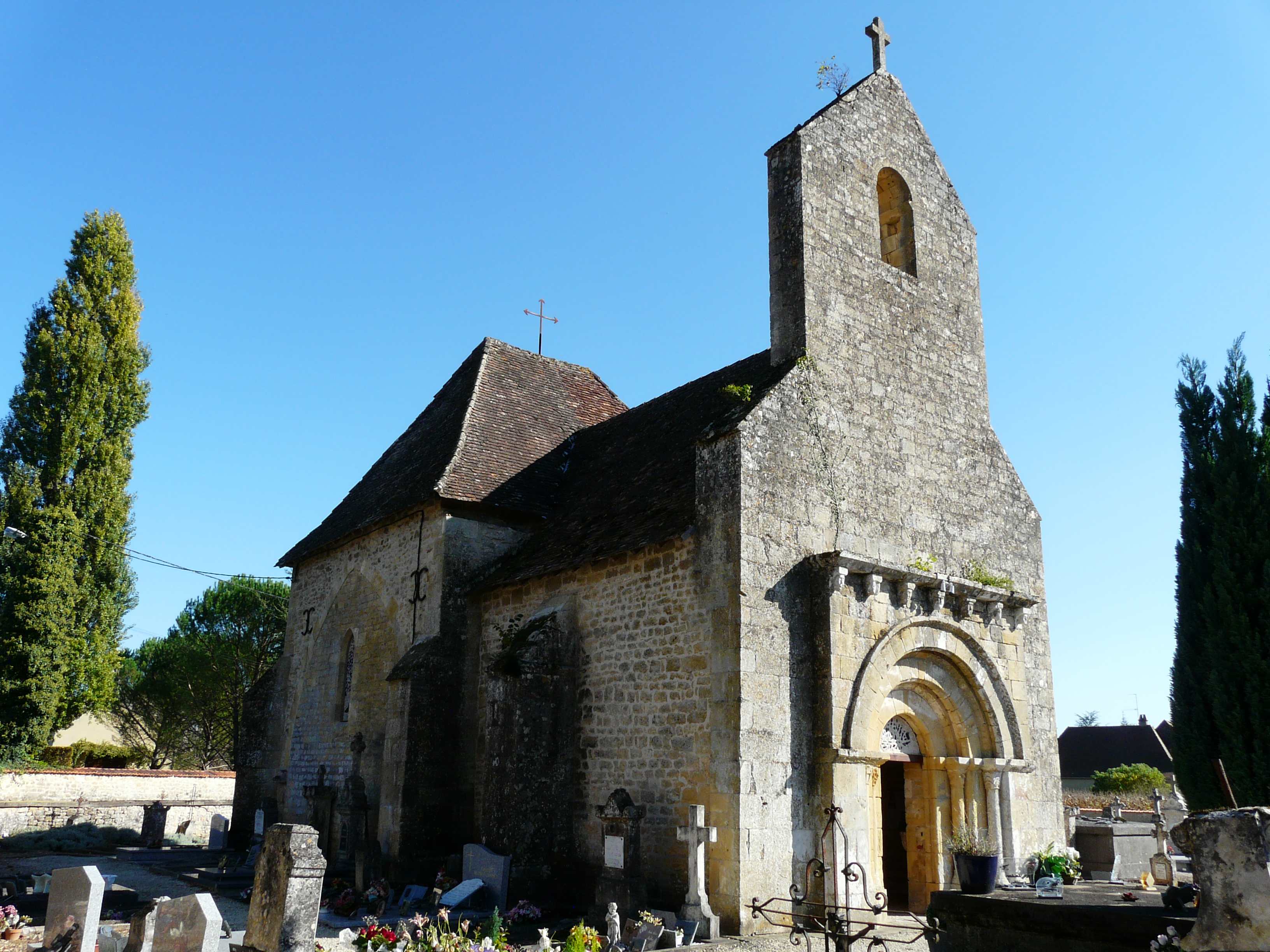
L'église Saint-Hilaire.
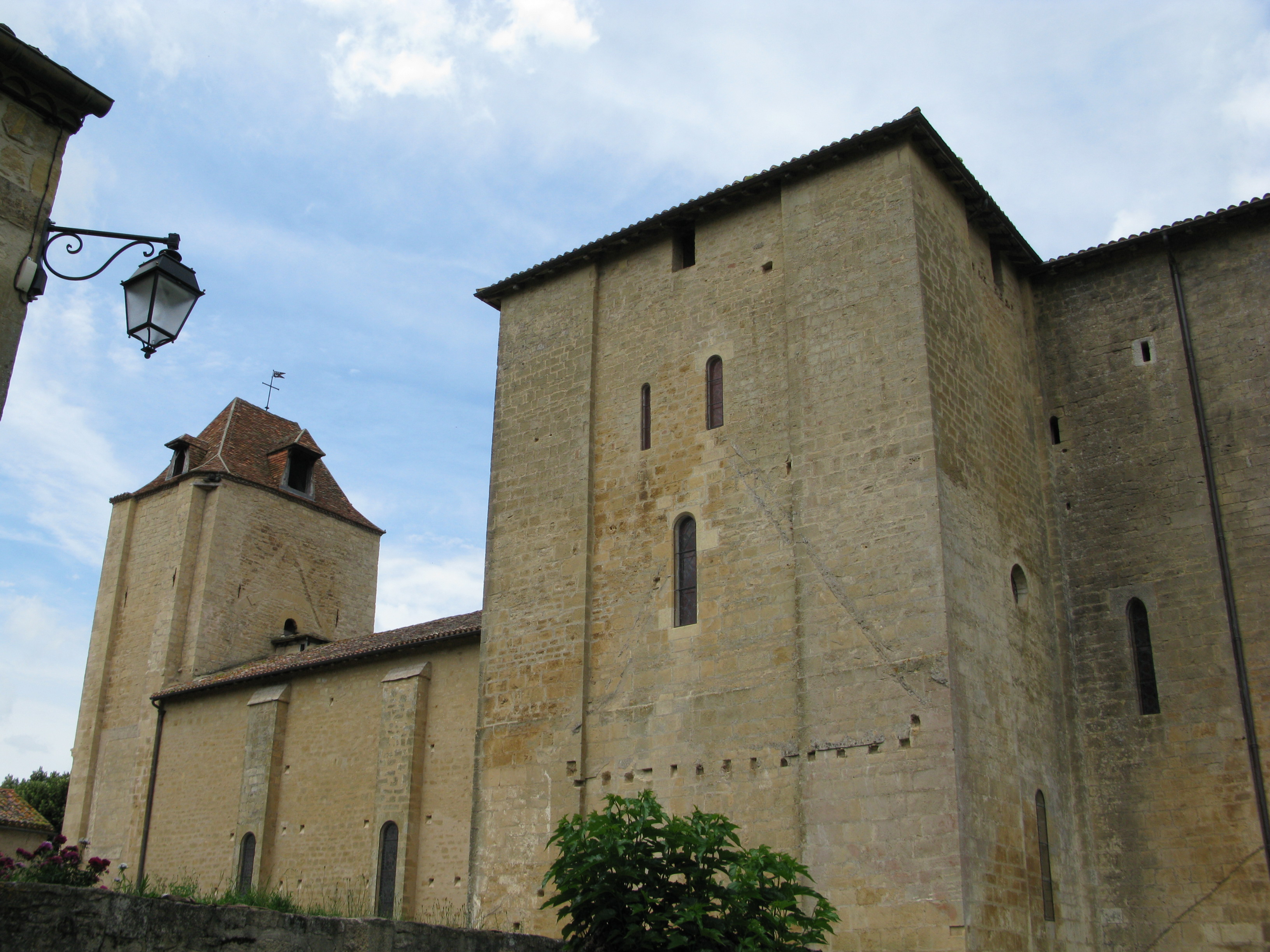
L'église Saint-Nicolas.
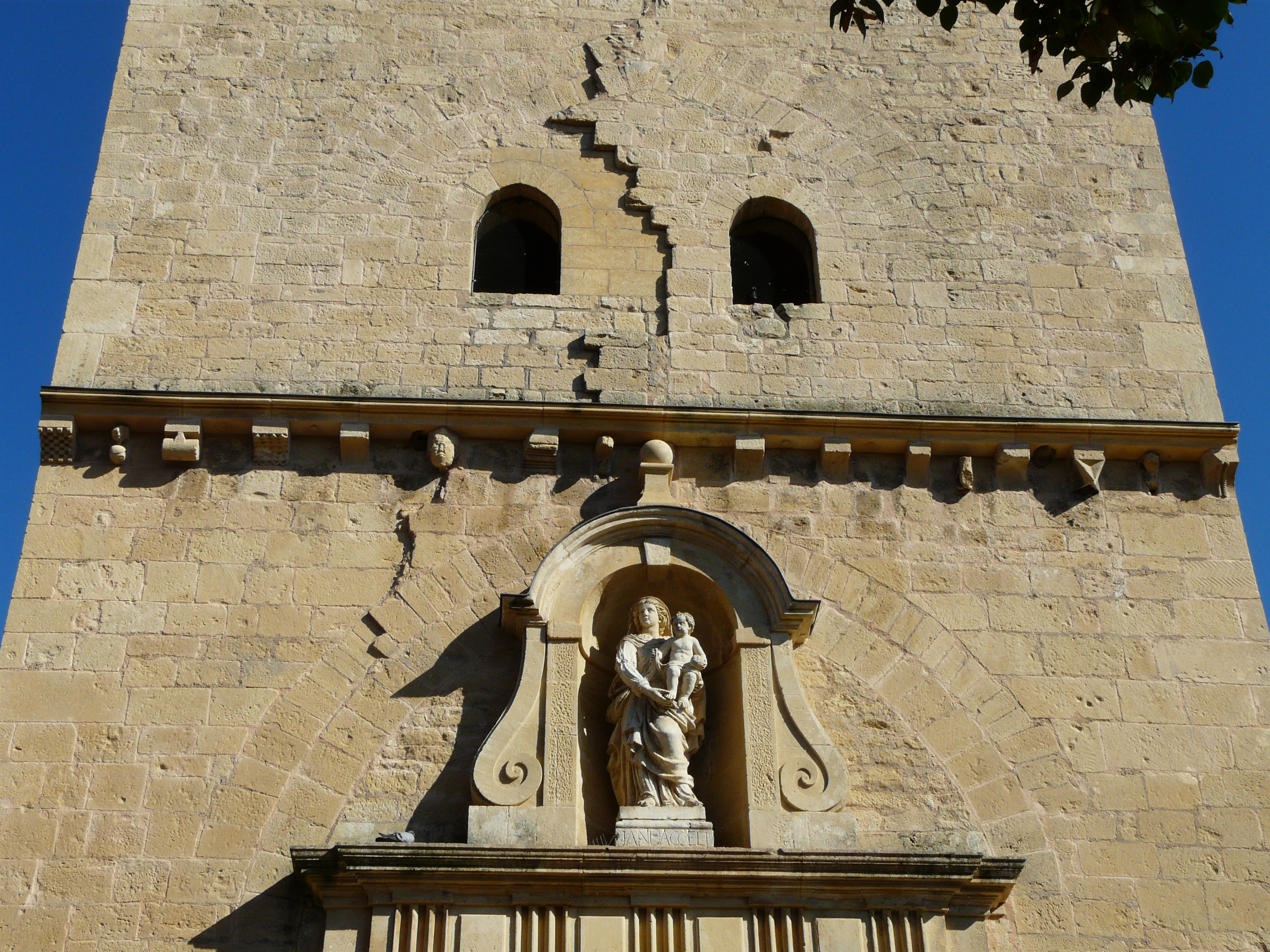
La partie au-dessus du portail de l'église Saint-Nicolas.

### Personnalités liées à la commune
- Saint Cybard, ermite du VIe siècle.
- Pierre Morand du Puch aîné (1739-1819), général des armées de la République, est né et mort à Trémolat.
- Claude Chabrol, réalisateur de cinéma a tourné son film Le Boucher en 1969 à Trémolat.

### Héraldique
Pour un article plus général, voir Armorial des communes de la Dordogne.
| Blason de Trémolat | Blason  | D'azur au croissant d'or ; au chef cousu de gueules chargé de trois étoiles d'or.                                                                              |
| Blason de Trémolat | Détails | * Il y a là non-respect de la règle de contrariété des couleurs : ces armes sont fautives (gueules sur azur). Le statut officiel du blason reste à déterminer. |

## Pour approfondir